# Lady Killer (1933)
Lady Killer is een Amerikaanse zwart-witfilm uit 1933. De film werd geregisseerd door Roy Del Ruth en was gebaseerd op Rosalind Keating Shaffers verhaal "The Finger Man". In de hoofdrollen speelden James Cagney, Mae Clarke en Margaret Lindsay.

## Verhaal
Wanneer Dan Quigley (gespeeld door James Cagney) ontslagen wordt als plaatsaanwijzer in een bioscoop, spoort hij Myra Gale (Mae Clarke) op om haar haar handtas terug te geven, die zij laten vallen had in de cinema. Hij speelt een spelletje poker mee met Myra's "schoonbroer" en enkele anderen. Hij verliest al zijn geld en vertrekt. Dan komt hij iemand tegen die net als hem Myra's handtas komt terugbezorgen en beseft hij dat hij het slachtoffer is geworden van een gemene streek. Hij dreigt naar de politie te gaan, tenzij ze hem laten meedoen in hun misdadige praktijken. Hij blijkt al snel erg geschikt voor het werk.
Hij wordt echter door de politie gevat. Zijn kompanen laten hem in de steek. Wanneer hij toch vrijkomt, tuimelt hij de filmwereld binnen, waar hij een relatie begint met filmster Lois Underwood (Margaret Lindsay). Zijn oude partners in crime ruiken evenwel een kans: ze zoeken Dan op en willen dat hij zijn nieuwe connecties gebruikt om hen in de villa's van rijke sterren binnen te loodsen. Dan weigert en biedt hen geld aan om op te hoepelen. Wanneer er dan toch inbraken plaatsvinden volgens de modus operandi van zijn oude partners, wordt Dan door de politie verdacht. Nadat de misdadigers Lois beroven, probeert Dan hen op te sporen. Net nadat hij Lois' juwelen bemachtigd heeft, komt de politie toe. Zij arresteren hem, maar de criminelen weten te ontsnappen. Omdat zij vrezen dat Dan de politie zal inlichten over hun praktijken, sturen ze Myra om Dans borgtocht te betalen zodat ze hem kunnen vermoorden. Myra licht Dan echter in, maar die vermoedde al zoveel en had de politie al gevraagd om hen beide te schaduwen. Na een spannende achtervolging wordt de dieven gevat, dood of in hechtenis, en wordt Dan vrijgepleit. Dan en Lois vertrekken daarop in allerijl naar een andere staat om er te huwen.

## Rolverdeling
| Acteur              | Personage               |
| ------------------- | ----------------------- |
| James Cagney        | Dan Quigley             |
| Mae Clarke          | Myra Gale               |
| Margaret Lindsay    | Lois Underwood          |
| Leslie Fenton       | Duke                    |
| Douglass Dumbrille  | Spade Maddock           |
| Russell Hopton      | Smiley                  |
| Raymond Hatton      | Pete                    |
| Henry O'Neill       | Ramick                  |
| Robert Elliott      | Detective Joe Brannigan |
| Marjorie Gateson    | Mrs. Marley             |
| Willard Robertson   | Detective Conroy        |
| William B. Davidson | Directeur Williams      |
| Edwin Maxwell       | Jeffries                |
| Robert Homans       | cipier                  |
| Olaf Hytten         | Butler                  |
| Sam McDaniel        | Portier                 |